# EMEA

EMEA

EMEAは、英語の"Europe, the Middle East and Africa"の略で、ヨーロッパ、中東及びアフリカを指す。読みはエミア、イミア、イメアなど。

## 概要
ビジネス上の用語で、特に米国に基盤を置く多国籍企業や調査会社などによって、世界の地域を区分する場合の一区分として用いられることが多い。
なお、類似した表現で、東ヨーロッパ、中東及びアフリカを指して、EEMEA（Eastern Europe, the Middle East and Africa）という語が用いられることもある。
また、EMEAと同様に、アジア太平洋地域を指してAPAC（Asia Pacific）、日本を除くアジア太平洋地域を指してAPEJ（Asia Pacific Except Japan）、アメリカ州を指してNCSA（North, Central, and South America）（単にAmericasとも）といった略語が用いられることもある。

### 具体例
日本電気（NEC）は、米州、ヨーロッパ、中東、アフリカ市場を担当する「米州EMEA営業本部」を設置している。
米ガートナー社やエア・プロダクツなどのグローバル企業は、国際的な市場分析においてしばしばEMEAを地域区分として用いている。

## 国と地域
EMEAの国と地域の一覧であり、ヨーロッパに分類される ロシアとヨーロッパに分類されることがある地理的意味でのアジアの国々、 カザフスタン、 アゼルバイジャン、 アルメニアを除いている。
- アルバニア
- アルジェリア
- アンドラ
- アンゴラ
- オーストリア
- バーレーン
- ベラルーシ
- ベルギー
- ベナン
- ボスニア・ヘルツェゴビナ
- ボツワナ
- ブルガリア
- ブルキナファソ
- ブルンジ
- カメルーン
- カーボベルデ
- 中央アフリカ
- チャド
- コモロ
- クロアチア
- キプロス
- チェコ
- コンゴ共和国
- コンゴ民主共和国
- デンマーク
- ジブチ
- エジプト
- 赤道ギニア
- エリトリア
- エストニア
- エチオピア
- フェロー諸島
- フィンランド
- フランス
- ガボン
- ガンビア
- ジョージア
- ドイツ
- ガーナ
- ジブラルタル
- ギリシャ
- ガーンジー
- ギニア
- ギニアビサウ
- ハンガリー
- アイスランド
- イラン
- イラク
- アイルランド
- マン島
- イスラエル
- イタリア
- コートジボワール
- ジャージー
- ヨルダン
- ケニア
- クウェート
- ラトビア
- レバノン
- レソト
- リベリア
- リビア
- リヒテンシュタイン
- リトアニア
- ルクセンブルク
- 北マケドニア
- マダガスカル
- マラウイ
- マリ
- マルタ
- モーリタニア
- モーリシャス
- モルドバ
- モナコ
- モンテネグロ
- モロッコ
- モザンビーク
- ナミビア
- オランダ
- ニジェール
- ナイジェリア
- ノルウェー
- オマーン
- パレスチナ
- ポーランド
- ポルトガル
- カタール
- ルーマニア
- ルワンダ
- サンマリノ
- サントメ・プリンシペ
- サウジアラビア
- セネガル
- セルビア
- スロバキア
- スロベニア
- ソマリア
- 南アフリカ共和国
- スペイン
- スーダン
- エスワティニ
- スウェーデン
- スイス
- シリア
- タンザニア
- トーゴ
- チュニジア
- トルコ
- ウガンダ
- ウクライナ
- アラブ首長国連邦
- イギリス
- バチカン
- 西サハラ
- イエメン
- ザンビア
- ジンバブエ

## 都市
EMEA域内の人口100万人以上(2018年1月1日現在)の都市。
| 都市名                         | 人口（人） | 国                 | 地域       | アクセス                                                 |
| ------------------------------ | ---------- | ------------------ | ---------- | -------------------------------------------------------- |
| カイロ                         | 18,200,000 | エジプト           | アフリカ   | カイロ国際空港                                           |
| ラゴス                         | 18,200,000 | ナイジェリア       | アフリカ   | ムルタラ・モハンマド国際空港                             |
| イスタンブール                 | 14,800,000 | トルコ             | 中東       | アタテュルク国際空港                                     |
| テヘラン                       | 14,700,000 | イラン             | 中東       | エマーム・ホメイニー国際空港                             |
| ロンドン                       | 14,600,000 | イギリス           | ヨーロッパ | ロンドン・ヒースロー空港                                 |
| ヨハネスブルグ                 | 13,400,000 | 南アフリカ共和国   | アフリカ   | O・R・タンボ国際空港                                     |
| キンシャサ                     | 11,600,000 | コンゴ民主共和国   | アフリカ   | ヌジリ国際空港                                           |
| パリ                           | 11,300,000 | フランス           | ヨーロッパ | パリ＝シャルル・ド・ゴール空港                           |
| ルアンダ                       | 7,650,000  | アンゴラ           | アフリカ   | クアトロ・デ・フェベレイロ空港                           |
| リヤド                         | 7,400,000  | サウジアラビア     | 中東       | キング・ハーリド国際空港                                 |
| バグダード                     | 6,950,000  | イラク             | 中東       | バグダード国際空港                                       |
| マドリード                     | 6,350,000  | スペイン           | ヨーロッパ | アドルフォ・スアレス・マドリード＝バラハス空港           |
| ハルツーム                     | 5,950,000  | スーダン           | アフリカ   | ハルツーム国際空港                                       |
| ダルエスサラーム               | 5,900,000  | タンザニア         | アフリカ   | ジュリウス・ニエレレ国際空港                             |
| アレクサンドリア               | 5,850,000  | エジプト           | アフリカ   | ボルグ・エル・アラブ空港                                 |
| ナイロビ                       | 5,750,000  | ケニア             | アフリカ   | ジョモ・ケニヤッタ国際空港                               |
| ルール地方                     | 5,700,000  | ドイツ             | ヨーロッパ | ドルトムント空港                                         |
| アビジャン                     | 5,350,000  | コートジボワール   | アフリカ   | フェリックス・ウフェ＝ボワニ国際空港                     |
| アンマン                       | 5,300,000  | ヨルダン           | 中東       | クィーンアリア国際空港                                   |
| ミラノ                         | 5,150,000  | イタリア           | ヨーロッパ | ミラノ・マルペンサ空港                                   |
| アクラ                         | 5,100,000  | ガーナ             | アフリカ   | コトカ国際空港                                           |
| ケルン／デュッセルドルフ       | 4,975,000  | ドイツ             | ヨーロッパ | ケルン・ボン空港/デュッセルドルフ空港                    |
| アンカラ                       | 4,850,000  | トルコ             | 中東       | エセンボーア国際空港                                     |
| バルセロナ                     | 4,700,000  | スペイン           | ヨーロッパ | バルセロナ＝エル・プラット空港                           |
| ベルリン                       | 4,625,000  | ドイツ             | ヨーロッパ | ベルリン・テーゲル空港                                   |
| ドバイ                         | 4,625,000  | アラブ首長国連邦   | 中東       | ドバイ国際空港                                           |
| ジッダ                         | 4,625,000  | サウジアラビア     | 中東       | キング・アブドゥルアズィーズ国際空港                     |
| クウェート市                   | 4,475,000  | クウェート         | 中東       | クウェート国際空港                                       |
| カノ                           | 4,400,000  | ナイジェリア       | アフリカ   | マラム・アミヌ・カノ国際空港                             |
| カサブランカ                   | 4,325,000  | モロッコ           | アフリカ   | ムハンマド5世国際空港                                    |
| ナポリ                         | 4,225,000  | イタリア           | ヨーロッパ | ナポリ・カポディキーノ国際空港                           |
| ケープタウン                   | 4,125,000  | 南アフリカ共和国   | アフリカ   | ケープタウン国際空港                                     |
| アルジェ                       | 3,825,000  | アルジェリア       | アフリカ   | ウアリ・ブーメディアン空港                               |
| ダマスカス                     | 3,675,000  | シリア             | 中東       | ダマスカス国際空港                                       |
| アディスアベバ                 | 3,650,000  | エチオピア         | アフリカ   | ボレ国際空港                                             |
| ローマ                         | 3,600,000  | イタリア           | ヨーロッパ | フィウミチーノ空港                                       |
| ダカール                       | 3,500,000  | セネガル           | アフリカ   | ブレーズ・ジャーニュ国際空港                             |
| キエフ                         | 3,450,000  | ウクライナ         | ヨーロッパ | ボルィースピリ国際空港                                   |
| アテネ                         | 3,375,000  | ギリシア           | ヨーロッパ | アテネ国際空港                                           |
| イバダン                       | 3,350,000  | ナイジェリア       | アフリカ   | イバダン空港                                             |
| ダーバン                       | 3,325,000  | 南アフリカ共和国   | アフリカ   | キング・シャカ国際空港                                   |
| バマコ                         | 3,250,000  | マリ共和国         | アフリカ   | バマコ・セヌー国際空港                                   |
| カンパラ                       | 3,250,000  | ウガンダ           | アフリカ   | エンテベ国際空港                                         |
| フランクフルト・アム・マイン   | 3,225,000  | ドイツ             | ヨーロッパ | フランクフルト空港                                       |
| アブジャ                       | 3,200,000  | ナイジェリア       | アフリカ   | ンナムディ・アジキウェ国際空港                           |
| ロッテルダム                   | 3,200,000  | オランダ           | ヨーロッパ | ロッテルダム空港                                         |
| ヤウンデ                       | 3,150,000  | カメルーン         | アフリカ   | ヤウンデ・ンシマレン国際空港                             |
| ドゥアラ                       | 3,125,000  | カメルーン         | アフリカ   | ドゥアラ国際空港                                         |
| バーミンガム                   | 3,100,000  | イギリス           | ヨーロッパ | バーミンガム空港                                         |
| エスファハーン                 | 3,100,000  | イラン             | 中東       | エスファハーン・シャヒード・ベヘシュティー国際空港       |
| マシュハド                     | 3,100,000  | イラン             | 中東       | マシュハド国際空港                                       |
| マンチェスター                 | 3,025,000  | イギリス           | ヨーロッパ | マンチェスター空港                                       |
| イズミル                       | 3,000,000  | トルコ             | 中東       | アドナン・メンデレス空港                                 |
| クマシ                         | 2,950,000  | ガーナ             | アフリカ   | クマシ空港                                               |
| ハンブルク                     | 2,825,000  | ドイツ             | ヨーロッパ | ハンブルク空港                                           |
| マプト                         | 2,750,000  | モザンビーク       | アフリカ   | マプト国際空港                                           |
| サナア                         | 2,625,000  | イエメン           | 中東       | サヌア国際空港                                           |
| テルアビブ                     | 2,625,000  | イスラエル         | 中東       | ベン・グリオン国際空港                                   |
| ブダペスト                     | 2,575,000  | ハンガリー         | ヨーロッパ | リスト・フェレンツ国際空港                               |
| チュニス                       | 2,575,000  | チュニジア         | アフリカ   | チュニス・カルタゴ国際空港                               |
| リスボン                       | 2,550,000  | ポルトガル         | ヨーロッパ | ウンベルト・デルガード空港                               |
| ルサカ                         | 2,475,000  | ザンビア           | アフリカ   | ルサカ国際空港                                           |
| アムステルダム                 | 2,425,000  | オランダ           | ヨーロッパ | アムステルダム・スキポール空港                           |
| ワガドゥグー                   | 2,425,000  | ブルキナファソ     | アフリカ   | ワガドゥグー空港                                         |
| ハラレ                         | 2,400,000  | ジンバブエ         | アフリカ   | ハラレ国際空港                                           |
| ダンマーム                     | 2,375,000  | サウジアラビア     | 中東       | キング・ファハド国際空港                                 |
| アンタナナリボ                 | 2,375,000  | マダガスカル       | アフリカ   | イヴァト空港                                             |
| コナクリ                       | 2,375,000  | ギニア             | アフリカ   | コナクリ国際空港                                         |
| カトヴィツェ                   | 2,375,000  | ポーランド         | ヨーロッパ | カトヴィツェ国際空港                                     |
| シュトゥットガルト             | 2,375,000  | ドイツ             | ヨーロッパ | シュトゥットガルト空港                                   |
| ドーハ                         | 2,325,000  | カタール           | 中東       | ハマド国際空港                                           |
| ワルシャワ                     | 2,300,000  | ポーランド         | ヨーロッパ | ワルシャワ・ショパン空港                                 |
| ミュンヘン                     | 2,250,000  | ドイツ             | ヨーロッパ | ミュンヘン空港                                           |
| ウィーン                       | 2,225,000  | オーストリア       | ヨーロッパ | ウィーン国際空港                                         |
| ブカレスト                     | 2,200,000  | ルーマニア         | ヨーロッパ | アンリ・コアンダ国際空港                                 |
| ポートハーコート               | 2,200,000  | ナイジェリア       | アフリカ   | ポートハーコート国際空港                                 |
| リーズ                         | 2,150,000  | イギリス           | ヨーロッパ | リーズ・ブラッドフォード空港                             |
| ストックホルム                 | 2,150,000  | スウェーデン       | ヨーロッパ | ストックホルム・アーランダ空港                           |
| ブラザヴィル                   | 2,100,000  | コンゴ共和国       | アフリカ   | マヤマヤ空港                                             |
| ブリュッセル                   | 2,050,000  | ベルギー           | ヨーロッパ | ブリュッセル空港                                         |
| アレッポ                       | 2,050,000  | シリア             | 中東       | アレッポ国際空港                                         |
| ルブンバシ                     | 2,050,000  | コンゴ民主共和国   | アフリカ   | ルブンバシ国際空港                                       |
| ブルサ                         | 2,025,000  | トルコ             | 中東       | イェニシェヒル空港                                       |
| メッカ                         | 2,000,000  | サウジアラビア     | 中東       | キング・アブドゥルアズィーズ国際空港                     |
| ミンスク                       | 2,000,000  | ベラルーシ         | ヨーロッパ | ミンスク第2空港                                          |
| リヨン                         | 1,980,000  | フランス           | ヨーロッパ | リヨン・サン＝テグジュペリ国際空港                       |
| ラバト                         | 1,980,000  | モロッコ           | アフリカ   | ラバト＝サレ空港                                         |
| ロメ                           | 1,970,000  | トーゴ             | アフリカ   | ロメ空港                                                 |
| ムブジマイ                     | 1,930,000  | コンゴ民主共和国   | アフリカ   | ムブジマイ空港                                           |
| ガザ                           | 1,910,000  | パレスチナ国       | 中東       | ヤーセル・アラファト国際空港                             |
| リヴァプール                   | 1,860,000  | イギリス           | ヨーロッパ | リバプール・ジョン・レノン空港                           |
| モガディシュ                   | 1,830,000  | ソマリア           | アフリカ   | アデン・アッデ国際空港                                   |
| カドゥナ                       | 1,780,000  | ナイジェリア       | アフリカ   | カドゥナ空港                                             |
| タブリーズ                     | 1,760,000  | イラン             | 中東       | タブリーズ国際空港                                       |
| バレンシア (スペイン)          | 1,760,000  | スペイン           | ヨーロッパ | バレンシア空港                                           |
| ベイルート                     | 1,750,000  | レバノン           | 中東       | ラフィク・ハリリ国際空港                                 |
| アダナ                         | 1,720,000  | トルコ             | 中東       | アダナ・サカーパシャ空港                                 |
| コトヌー                       | 1,710,000  | ベナン             | アフリカ   | カジェフォウン空港                                       |
| シーラーズ                     | 1,700,000  | イラン             | 中東       | シーラーズ国際空港                                       |
| ガズィアンテプ                 | 1,660,000  | トルコ             | 中東       | ガズィアンテプ空港                                       |
| グラスゴー                     | 1,660,000  | イギリス           | ヨーロッパ | グラスゴー国際空港                                       |
| マルセイユ                     | 1,660,000  | フランス           | ヨーロッパ | マルセイユ・プロヴァンス空港                             |
| トリノ                         | 1,660,000  | イタリア           | ヨーロッパ | トリノ空港                                               |
| フリータウン                   | 1,650,000  | シエラレオネ       | アフリカ   | ルンギ国際空港                                           |
| コペンハーゲン                 | 1,650,000  | デンマーク         | ヨーロッパ | コペンハーゲン空港                                       |
| ハルキウ                       | 1,630,000  | ウクライナ         | ヨーロッパ | ハルキウ国際空港                                         |
| ベニンシティ                   | 1,570,000  | ナイジェリア       | アフリカ   | ベニン空港                                               |
| マンハイム                     | 1,570,000  | ドイツ             | ヨーロッパ | マンハイム・シティ空港                                   |
| シェフィールド                 | 1,550,000  | イギリス           | ヨーロッパ | ドンカスター・シェフィールド空港                         |
| モンロビア                     | 1,480,000  | リベリア           | アフリカ   | モンロビア・ロバーツ国際空港                             |
| マナーマ                       | 1,470,000  | バーレーン         | 中東       | バーレーン国際空港                                       |
| ニューカッスル・アポン・タイン | 1,470,000  | イギリス           | ヨーロッパ | ニューカッスル国際空港                                   |
| ドネツィク                     | 1,450,000  | ウクライナ         | ヨーロッパ | ドネツィク国際空港                                       |
| バスラ                         | 1,440,000  | イラク             | 中東       | バスラ国際空港                                           |
| マディーナ                     | 1,440,000  | サウジアラビア     | 中東       | プリンス・モハンマド・ビン・アブドゥルアズィーズ国際空港 |
| オラン                         | 1,420,000  | アルジェリア       | アフリカ   | オラン・エス・セニア空港                                 |
| プラハ                         | 1,420,000  | チェコ             | ヨーロッパ | ヴァーツラフ・ハヴェル・プラハ国際空港                   |
| ベオグラード                   | 1,410,000  | セルビア           | ヨーロッパ | ベオグラード・ニコラ・テスラ空港                         |
| モースル                       | 1,400,000  | イラク             | 中東       | モースル国際空港                                         |
| チューリッヒ                   | 1,400,000  | スイス             | ヨーロッパ | チューリッヒ空港                                         |
| ダブリン                       | 1,370,000  | アイルランド       | ヨーロッパ | ダブリン空港                                             |
| ノッティンガム                 | 1,370,000  | イギリス           | ヨーロッパ | イースト・ミッドランド空港                               |
| アブダビ市                     | 1,360,000  | アラブ首長国連邦   | 中東       | アブダビ国際空港                                         |
| ドニプロ                       | 1,360,000  | ウクライナ         | ヨーロッパ | ドニプロペトロウシク国際空港                             |
| セビリア                       | 1,330,000  | スペイン           | ヨーロッパ | セビリア空港                                             |
| アフヴァーズ                   | 1,320,000  | イラン             | 中東       | アフヴァーズ空港                                         |
| ンジャメナ                     | 1,310,000  | チャド             | アフリカ   | ンジャメナ国際空港                                       |
| マスカット                     | 1,300,000  | オマーン           | 中東       | マスカット国際空港                                       |
| ポート・エリザベス             | 1,300,000  | 南アフリカ共和国   | アフリカ   | ポートエリザベス国際空港                                 |
| ソフィア (ブルガリア)          | 1,300,000  | ブルガリア         | ヨーロッパ | ソフィア空港                                             |
| リール (フランス)              | 1,290,000  | フランス           | ヨーロッパ | リール・ユーロップ駅                                     |
| トビリシ                       | 1,290,000  | ジョージア (国)    | 中東       | トビリシ国際空港                                         |
| コンヤ                         | 1,280,000  | トルコ             | 中東       | コンヤ空港                                               |
| ヘルシンキ                     | 1,270,000  | フィンランド       | ヨーロッパ | ヘルシンキ・ヴァンター国際空港                           |
| アンタルヤ                     | 1,240,000  | トルコ             | 中東       | アンタルヤ空港                                           |
| フェズ                         | 1,240,000  | モロッコ           | アフリカ   | フェズ＝サイス空港                                       |
| ゴム (イラン)                  | 1,240,000  | イラン             | 中東       | ゴム国際空港                                             |
| ニアメ                         | 1,220,000  | ニジェール         | アフリカ   | ディオリ・アマニ国際空港                                 |
| モンバサ                       | 1,200,000  | ケニア             | アフリカ   | モイ国際空港                                             |
| リロングウェ                   | 1,190,000  | マラウイ           | アフリカ   | リロングウェ国際空港                                     |
| ニュルンベルク                 | 1,190,000  | ドイツ             | ヨーロッパ | ニュルンベルク空港                                       |
| トリポリ                       | 1,180,000  | リビア             | アフリカ   | ミティガ国際空港                                         |
| オスロ                         | 1,170,000  | ノルウェー         | ヨーロッパ | オスロ空港                                               |
| ヌアクショット                 | 1,160,000  | モーリタニア       | アフリカ   | ヌアクショット・オムタウンシー国際空港                   |
| サウサンプトン                 | 1,160,000  | イギリス           | ヨーロッパ | サウサンプトン空港                                       |
| アガディール                   | 1,150,000  | モロッコ           | アフリカ   | アガディール・アル・マシーラ空港                         |
| ハノーファー                   | 1,150,000  | ドイツ             | ヨーロッパ | ハノーファー空港                                         |
| カナンガ                       | 1,150,000  | コンゴ民主共和国   | アフリカ   | カナンガ空港                                             |
| ポルト                         | 1,150,000  | ポルトガル         | ヨーロッパ | フランシスコ・サ・カルネイロ空港                         |
| オニチャ                       | 1,140,000  | ナイジェリア       | アフリカ   |                                                          |
| バンギ                         | 1,130,000  | 中央アフリカ共和国 | アフリカ   | バンギ・ムポコ国際空港                                   |
| マイドゥグリ                   | 1,130,000  | ナイジェリア       | アフリカ   | マイドゥグリ国際空港                                     |
| カイセリ                       | 1,110,000  | トルコ             | 中東       | カイセリ・エルキレト国際空港                             |
| マラケシュ                     | 1,110,000  | モロッコ           | アフリカ   | マラケシュ・メナラ空港                                   |
| オデッサ                       | 1,100,000  | ウクライナ         | ヨーロッパ | オデッサ国際空港                                         |
| アバ (ナイジェリア)            | 1,090,000  | ナイジェリア       | アフリカ   |                                                          |
| キガリ                         | 1,090,000  | ルワンダ           | アフリカ   | キガリ国際空港                                           |
| キサンガニ                     | 1,090,000  | コンゴ民主共和国   | アフリカ   | バンゴカ国際空港                                         |
| ポワントノワール               | 1,090,000  | コンゴ共和国       | アフリカ   | ポワントノワール空港                                     |
| スース                         | 1,090,000  | チュニジア         | アフリカ   | モナスティル＝ハビーブ・ブルギーバ国際空港               |
| タンジェ                       | 1,080,000  | モロッコ           | アフリカ   | イブン・バットゥータ国際空港                             |
| ボルドー                       | 1,050,000  | フランス           | ヨーロッパ | ボルドー・メリニャック空港                               |
| アントウェルペン               | 1,030,000  | ベルギー           | ヨーロッパ | アントウェルペン国際空港                                 |
| トゥールーズ                   | 1,030,000  | フランス           | ヨーロッパ | トゥールーズ・ブラニャック空港                           |
| キルクーク                     | 1,020,000  | イラク             | 中東       | キルクーク空港                                           |
| マラガ                         | 1,020,000  | スペイン           | ヨーロッパ | マラガ＝コスタ・デル・ソル空港                           |
| イロリン                       | 1,010,000  | ナイジェリア       | アフリカ   | イロリン国際空港                                         |
| トゥーバ (セネガル)            | 1,000,000  | セネガル           | アフリカ   |                                                          |